# ユーラシア連邦
ユーラシア連邦（ユーラシアれんぽう）は、アニメ『機動戦士ガンダムSEED』及び『機動戦士ガンダムSEED DESTINY』に登場する架空の国家。

## 概要
ロシア、EU諸国、西アジア、黒龍江省と北海道による連邦国家であり、首都はブリュッセル→モスクワ。また、『ASTRAY 天空の皇女』まで宇宙要塞アルテミスを所有していた。地球連合の中では軍事面の他、大西洋連邦や東アジア共和国と同じく地球連合内部での中心的な発言権を持つ国家である。
意思決定機関は最高会議であり、その中でもヨーロッパ諸国で構成されるユーロ会議が強い力を持っている。
C.E.71年5月に行われた「アラスカ防衛戦」においては不快感を表明し、大西洋連邦との間に溝が生まれていく。そのためCE71年末期には戦後の大西洋連邦との戦いに備えた部隊編成も行っていたが、大西洋連邦がニュートロンジャマーキャンセラーを入手した事から撤回した。その後は同国の技術提供を引き換えとした大西洋連邦からのMS供与なども受けたが、第1次連合・プラント大戦終了後は国内西側（旧EU、黒海沿岸の諸都市など）と東側（旧東欧とCIS）では世論にかなり温度差が生じ、大西洋連邦に従属する政府に対して国民の反発が強まった事もあり、内戦や独立運動が相次いだ。こうした反乱においては、極秘裏にファントムペインによる鎮圧行動も行われている。C.E.73年になると衰退を見せ、連合内での影響力は低下した。同時代の大戦（第2次連合・プラント大戦）ではディオキア（黒海沿岸）のようにザフトに救援を要請し拠点となった都市も現れ始め、そういった都市の一つであるベルリンは連合からの脱退とザフト駐屯を由としなかったロゴスの意向によって壊滅状態に追い込まれている。

## 劇中での動向

### 機動戦士ガンダムSEED
アークエンジェルが補給を行った宇宙要塞アルテミスの基地司令官ジェラード・ガルシアや基地将兵はユーラシア連邦所属であった。大西洋連邦とは水面下で対立しており、大西洋連邦が極秘に開発していたアークエンジェルを拿捕しようと試みてクルーを拘禁したが、アークエンジェルを追撃して来たザフト軍クルーゼ隊の攻撃によってアルテミスは陥落する。
アラスカ基地攻略戦では、守備部隊として配備されていた自国戦力が囮としてザフト軍との戦闘や大西洋連邦の仕掛けたサイクロプスにより消耗し、以降連合内部における発言力を失っていくことになる。

### 機動戦士ガンダムSEED DESTINY
ユニウスセブン落下テロ事件の際、災害救助と「人道的見地」を名目に進駐してきたザフト軍の世論誘導が奏功して、ユーラシア西部（ヨーロッパ）地域では地球連合からの本格的分離独立運動へと発展する。
これに対して地球連合軍は、ファントムペインをベルリンを含む都市に派遣し、就役したばかりの戦略機動兵器デストロイの火力をもって、事実上同地に駐留していたザフト軍を壊滅に追い込んだ。この際、おびただしい数の自国民が死傷し都市も壊滅におかれている。その直後に、デュランダルのロゴス討伐の世界に向けた電波ジャック演説によりユーラシア連邦及び東アジア共和国など近隣諸国の連合国家が反ロゴスを掲げ、対ロゴス同盟軍を結成しザフト軍に加勢しロゴス討伐に動くことになる（西ユーラシア政変）。
なお、ユーラシア東側地区（モスクワ以東）は反連合的動きを見せず、ウラル資源工業地帯、ウクライナ穀倉地帯、中央アジア資源地帯、シベリア資源地帯等も地球連合の領土のままである。

### 機動戦士ガンダムSEED X ASTRAY
大西洋連邦が中心となって開発していたGATシリーズに対抗すべく秘密裏にアクタイオン・インダストリー社協力の下、独自開発したMSハイペリオンガンダムを含むCATシリーズの開発に乗り出すも、政治的理由により開発中止。それにより、元から反大西洋連邦派であったMS開発チーム「特務部隊X」が離反する事態になった。

### 機動戦士ガンダムSEED ASTRAY 天空の皇女
『SEED DESTINY』終了後のC.E.でも、地球連合は存続しているほか、ユーラシア連邦はハイペリオン量産型を主力とする宇宙艦隊をアメノミハシラに軍事侵攻させて、150ガーベラが砕けたことにより材料に戻ったレアメタルΩを確保しようとしたが、プラントの依頼を受けたサーペントテールの介入により撤退している。

### 機動戦士ガンダムSEED FREEDOM
メサイア攻防戦後にファウンデーションという新興国家が領土内から独立している。また、ファウンデーションの独立をきっかけとして「ファウンデーション・ショック」と呼ばれる国内での独立を求める紛争が活発化している他、首都がブリュッセルからモスクワに移転している。ファウンデーションが自作自演工作によるユーラシア連邦所有の核ミサイルで自国を滅ぼした後、ユーラシア連邦に対する報復という名目で極秘に修復していたレクイエムを発射。首都のモスクワが完全壊滅に追いやられた。その後の主要国首脳会議にユーラシア代表が出席しているため、首都消滅後もユーラシアは国家体制を維持している。

## 備考
- 『SEED X ASTRAY』では、アクタイオン・インダストリー社の協力を得てハイペリオンを開発している。また、ハイペリオンの武装は「ザスタバ社」「ロムテクニカ社」が製造している。
- 『SEED C.E.73 STARGAZER』では、ベルリンの壊滅よりやや前、キルギスプラント襲撃事件によりキルギスの地球軍研究施設がザフト軍と思われるMS及び歩兵部隊に襲撃され、非武装の研究員を含む多数の施設スタッフが殺害された。